# August Theodor Schmöle
Carl Hermann August Theodor Schmöle (* 8. August 1865; † 1919) war ein deutscher Verwaltungsbeamter.

## Leben
August Theodor Schmöle stammte aus einer Iserlohner Fabrikantenfamilie. Sein Vater war der Kommerzienrat und Ehrenbürger der Stadt Iserlohn Emil Ludwig August Schmöle.  Nachdem er sein Abitur am Friedrich-Wilhelm-Gymnasium (Köln) im Jahre 1885 absolviert hatte, studierte er an der Universität Bonn Rechtswissenschaften. 1886 wurde er Mitglied des Corps Palatia Bonn.
Nach Abschluss des Studiums trat Schmöle in den preußischen Staatsdienst ein. Von 1904 bis 1907 war er Landrat des Landkreises Kosten in der Provinz Posen. Nach seinem Abschied aus dem Staatsdienst lebte er in seiner Heimatstadt Iserlohn.